# Nahbollenbach
Nahbollenbach ist ein Stadtteil der Stadt Idar-Oberstein im Landkreis Birkenfeld in Rheinland-Pfalz.

## Geographie
Nahbollenbach liegt östlich der Kernstadt von Idar-Oberstein. Am nordwestlichen Ortsrand fließt die Nahe in die der durch die Gemeinde verlaufende Bollenbach mündet.

## Verkehrsanbindung und Infrastruktur
Nahbollenbach ist durch Wohnbebauung und Industrie- sowie Gewerbeansiedlung geprägt. Am Rande von Nahbollenbach verläuft die Bundesstraße 41 (B 41). Über die auch der wichtigste Zugang zum Industriegebiet „Am Kreuz“ erreicht werden kann. Am nördlichen Ende der Nahbollenbacher Straße, einer früheren Kreisstraße die nun die zentrale Hauptstraße bildet, verläuft ein Zugang zum Gewerbegebiet „Kaufacker“. Das südliche Ende der Nahbollenbacher Straße führt zur B 41 und dem Gewerbepark „Nahetal“, dem größten Gewerbegebiet von Idar-Oberstein welches auf dem Areal des früheren US-Army-Depots liegt. Dort steht unter anderem die Messe Idar-Oberstein. Weiterhin hat der ADAC sein Regionalkundencenter dort angesiedelt und seit 2015 ist auch die Geschäftsstelle des VdK-Kreisverband Birkenfeld dort zu finden.
In Ort Nahbollenbach liegt ein Tierheim, außerdem bestehen ein Sportplatz, ein Schützenhaus und eine Mehrzweckhalle. Die Kindertagesstätte Nahbollenbach steht in städtischer Trägerschaft. Die Feuerwache 3 der Freiwilligen Feuerwehr Idar-Oberstein ist in Nahbollenbach stationiert, was auf die günstige Lage an der B 41 und die Nähe zu den Industriegebieten zurückzuführen ist. Der Ort hat einen Waldfriedhof mit Friedhofskapelle. Durch das Zusammenwachsen der Stadtteile geht Nahbollenbach in der „Rechstraße“ fließend in den Stadtteil Weierbach über. Als Kulturdenkmal besteht der jüdische Friedhof. Im Dorfzentrum liegt ein Bouleplatz.
2016 wurde auf private Initiative ein Bikepark eröffnet, der durch die offene Gruppe Nahbollenbach in Zusammenarbeit mit dem Radsportclub RSC Blitz ´59 Idar-Oberstein e. V. gepflegt wird und der gesamten Bevölkerung zugänglich ist.

## Geschichte
Der Ort besteht mindestens schon seit dem 14. Jahrhundert. Lange war er eine eigene Ortsgemeinde. Im Rahmen der rheinland-pfälzischen Funktional- und Gebietsreform wurde Nahbollenbach zusammen mit vier weiteren Gemeinden am 7. November 1970 in die Stadt Idar-Oberstein eingemeindet.

## Baudenkmale und Bauobjekte

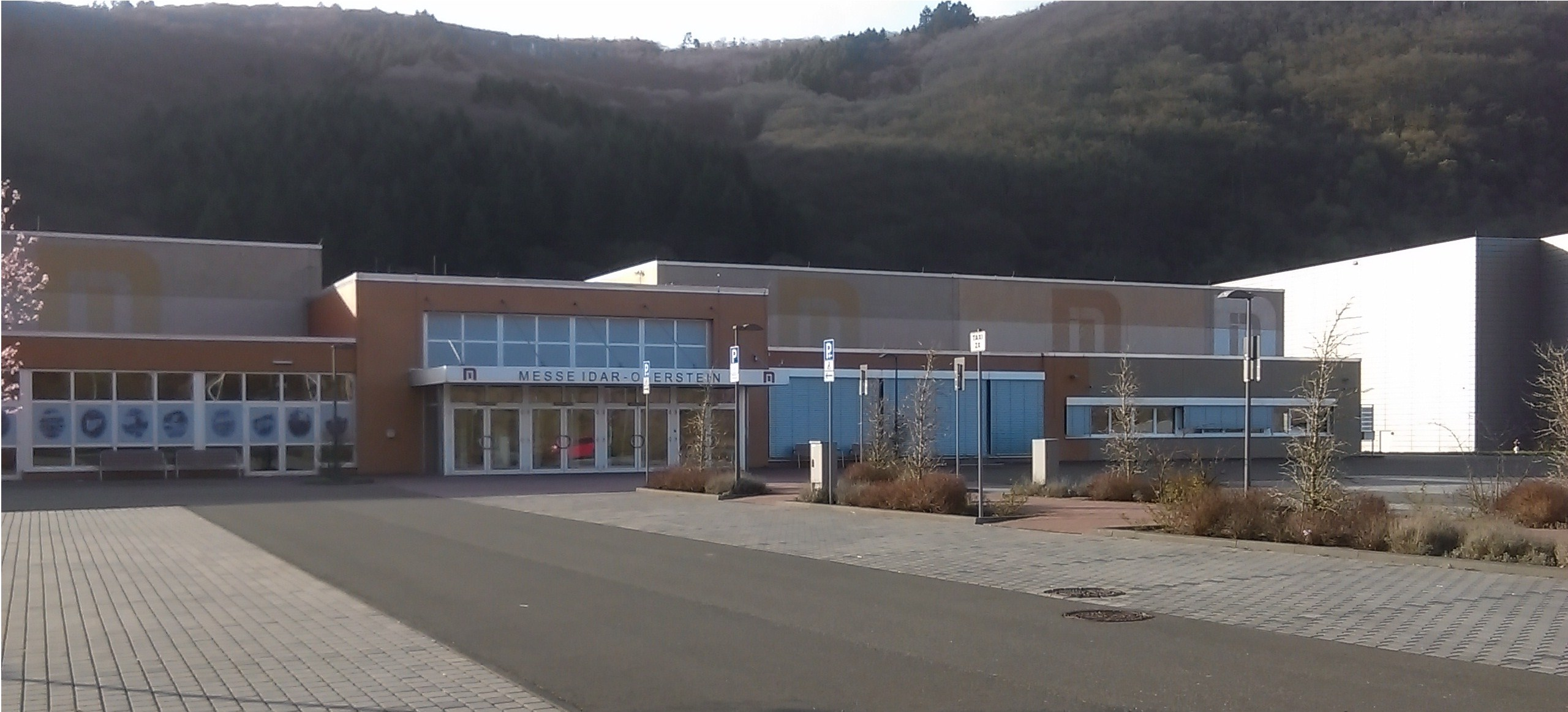
Messe Idar-Oberstein im Gewerbepark Nahetal

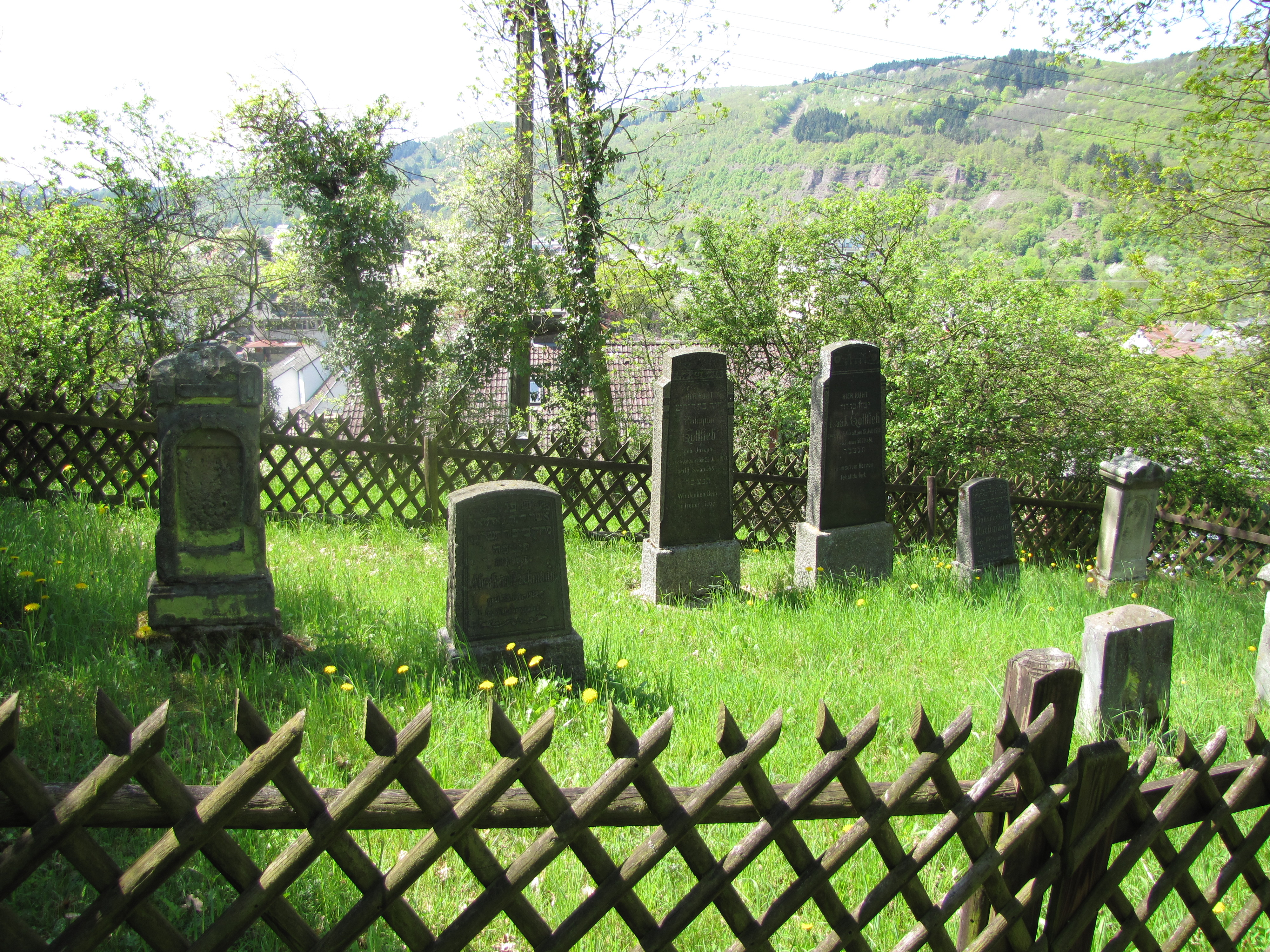
Jüdischer Friedhof im Dorfzentrum

- Jüdischer Friedhof (Nahbollenbach)
- Messe Idar-Oberstein
- Siehe auch Liste der Kulturdenkmäler in Idar-Oberstein#Denkmalzone Jüdischer Friedhof Nahbollenbach

## Vereine
- Musikverein 1890 Nahbollenbach e. V.
- Schützenclub 1960 Nahbollenbach e. V.
- Spvgg Nahbollenbach 1892 e. V.
- Sängervereinigung 1880 e. V.
- Radsportverein Nahbollenbach e. V.
- „Offene Gruppe“ Initiative zur Verschönerung des Stadtteils
- Tischtennisclub Nahbollenbach e. V.
- Unterhaltungsverein Nahbollenbach e. V.

## Söhne und Töchter
- Manfred Schneider (1925–2020), Goldschmied, Politiker (CDU)
- Markus Schupp (* 7. Januar 1966), deutscher Fußballspieler